# ICER
ICER는 NASA에 사용되는 웨이블릿 기반 이미지 압축 파일 포맷이다.